# Andrea Mariel Sanso
Profª Dra. Andrea Mariel Sanso (n. 1 de junio de 1970) es una botánica, curadora, y profesora argentina. Desarrolló actividades académicas botánicas en el "Instituto de Botánica Darwinion", San Isidro (Buenos Aires).
Es profesora y directora de tesis, en la Facultad de Ciencias Veterinarias, de la Universidad Nacional del Centro de la Provincia de Buenos Aires.

## Intereses de investigación
Son: sistemática y evolución de plantas superiores. En particular, en diferentes aspectos de las plantas nativas de América del Sur, incluyendo taxonomía, micromorfología, citogenética, anatomía, biología molecular, y filogenia. En los estudios realizados en Lotus, se utilizaron métodos anatómicos, micromorfológicos y citogenéticos. Uno de los objetivos es determinar si los diferentes cultivares de Lotus glaber y L. corniculatus son homogéneos en relación con su número de cromosomas y, en las muestras presentadas por los productores privados, la apariencia y la frecuencia de los números cromosómicos.

## Algunas publicaciones
- a.m. Sanso, c.c Xifreda. 2007. The Synonymy of Schickendantzia with Alstroemeria (Alstroemeriaceae) en línea

- --------------, --------------. 2003. Flora fanerogámica Argentina: fasciculo 85. 40b. Alstroemeriaceae. Córdoba (Argentina): ProFlora Conicet 14 pp. En Chromosome numbers, Anatomy and morphology, Keys. Geog 4 resumen en línea (enlace roto disponible en Internet Archive; véase el historial, la primera versión y la última).

- lone Aagesen, a. mariel Sanso. 2003. The Phylogeny of the Alstroemeriaceae, Based on Morphology, rps16 Intron, and rbcL Sequence Data. Archivado el 24 de febrero de 2016 en Wayback Machine. Systematic Botany 28 ( 1) : 47–69

- a.m. Sanso. 2002. Chromosome studies in Andean taxa of Alstroemeria (Alstroemeriaceae). Botanical Journal of the Linnean Society 138 ( 4): 451–459 doi 10.1046/j.1095-8339.2002.00019.x

- --------------, cecilia c. Xifreda. 2001. Generic Delimitation between Alstroemeria and Bomarea (Alstroemeriaceae). Annals of Botany 88 ( 6): 1057 doi = 10.1006/anbo.2001.1548 en línea (enlace roto disponible en Internet Archive; véase el historial, la primera versión y la última).

- --------------, -------------------. 1999. The Synonymy of Schickendantzia with Alstroemeria (Alstroemeriaceae). Systematics and Geography of Plants 68 ( 1/2 ): 315-323. En Morphology, Anatomy and Systematics at the Centenary of Wilhelm Troll's Birth (1999)

- --------------, juan h. Hunziker. 1998. Karyological Studies in Alstroemeria and Bomarea (Alstroemeriaceae). Hereditas 129, 1: 67-74. doi 10.1111/j.1601-5223.1998.t01-1-00067.x

- --------------, cecilia c. Xifreda. 1997. A morphological and taxonomic appraisal of the monotypic South American genus Schickendantzia (Alstroemeriaceae). Scripta Bot. Belgica 15, 139

- --------------. 1996. El género Alstroemeria (Alstroemeriaceae) en Argentina. Darwiniana 34 ( 1-4) : 349–382 en línea Archivado el 21 de marzo de 2016 en Wayback Machine.

- c.c. Xifreda, a.m. Sanso. 1996. Flora del valle de Lerma: Alstroemeriaceae Dumortier. Aportes Bot. Salta Ser. Flor 4 ( 7), 11 pp. en línea (enlace roto disponible en Internet Archive; véase el historial, la primera versión y la última).

- ---------------, ---------------. 1993. Kew Monocotyledons Symposium

- a.m. Sanso, c.c Xifreda. 1998. Poster presentado en Monocots II. Second International Symposium on the Comparative Biology of the Monocotyledons. Sydney. Australia

- c.c. Xifreda, a.m. Sanso. 1992. Bomarea stricta is a synonym of Alstroemeria isabellana (Alstroemeriaceae). Darwiniana 31 : 355–356 en línea (enlace roto disponible en Internet Archive; véase el historial, la primera versión y la última).

### Libros
- Andrea mariel Sanso, cecilia carmen Xifreda. 2003. 40b. Alstroemeriaceae. Flora fanerogámica Argentina. Proflora CONICET. 14 pp.

## Honores
Miembro
- Sociedad Argentina de Botánica

Premio
- "Presea Lorenzo Parodi", de 1999-2000[4]

- La abreviatura «Sanso» se emplea para indicar a Andrea Mariel Sanso como autoridad en la descripción y clasificación científica de los vegetales.[5]